# Carlo Pietropaoli
Carlo Pietropaoli (ur. 24 marca 1857 w Rocca di Cambio, zm. 29 czerwca 1922 w Rzymie) – włoski duchowny rzymskokatolicki, biskup Trivento, arcybiskup tytularny, dyplomata papieski.

## Życiorys
22 maja 1880 otrzymał święcenia prezbiteriatu.
19 kwietnia 1897 papież Leon XIII mianował go biskupem Trivento. 25 kwietnia 1897 w Rzymie przyjął sakrę biskupią z rąk sekretarza Świętej Kongregacji Rzymskiej i Powszechnej Inkwizycji kard. Lucido Marii Parocchiego.
29 kwietnia 1913 papież Pius X mianował go delegatem apostolskim w Wenezueli oraz arcybiskupem tytularnym chalcijskim. W 1915 Delegatura Apostolska w Wenezueli została podniesiona do rangi internuncjatury. Tym samym abp Pietropaoli został internuncjuszem apostolskim w Wenezueli. Misję w Wenezueli pełnił do lutego 1918.